# Erocha
Erocha is een geslacht van vlinders van de familie Uilen (Noctuidae), uit de onderfamilie Agaristinae.

## Soorten
- E. affinis Draudt, 1919
- E. albifera Schaus, 1914
- E. dipsas Schaus, 1914
- E. elaeina Zerny, 1916
- E. irrorata Jones, 1914
- E. leucodisca Hampson, 1910
- E. leucotelus Walker, 1865
- E. mummia Cramer, 1779
- E. semiviridis Druce, 1903